# Mathijs Desmet
Mathijs Desmet (28 gennaio 2000) è un pallavolista belga, schiacciatore del Roeselare.

## Palmarès

### Club
- Campionato belga: 2

2020-21, 2021-22
- Coppa del Belgio: 4

2017-18, 2018-19, 2019-20, 2020-21
- Supercoppa belga: 2

2018, 2019

### Nazionale (competizioni minori)
- Campionato europeo under 20 2018